# Lynne McGranger
Lynne McGranger (Paddington, 29 januari 1953) is een Australisch actrice die Irene Roberts speelt in de Australische televisieserie Home and Away. McGranger groeide op met ballet en moderne dans. Haar werkcarrière begon als lerares op een basisschool.

## Trivia
Haar favoriete acteur is Robert De Niro.